# Oľšavka (powiat Stropkov)
Oľšavka – wieś (obec) na Słowacji położona w kraju preszowskim, w powiecie Stropkov. Pierwsze wzmianki o miejscowości pochodzą z roku 1551.
Według danych z dnia 31 grudnia 2012, wieś zamieszkiwało 227 osób, w tym 116 kobiet i 111 mężczyzn.
W 2001 roku rozkład populacji względem narodowości i przynależności etnicznej wyglądał następująco:
- Słowacy – 84,91%
- Rusini – 12,07%
- Ukraińcy – 2,16%

Ze względu na wyznawaną religię struktura mieszkańców kształtowała się w 2001 roku następująco:
- Katolicy rzymscy – 3,02%
- Grekokatolicy – 46,55%
- Prawosławni – 47,84%
- Nie podano – 2,59%